# Route nationale 55
Die Route nationale 55, kurz N 55 oder RN 55, war eine französische Nationalstraße.
Die Straße verband Metz mit der Nationalstraße 4 im Héming verband. 1824 aus der Route impériale 75 hervorgegangen, wurde sie 1973 zur Départementsstraße 955 herabgestuft. Die Länge betrug 86 Kilometer.